# Peter Hall
Sir Peter Reginald Frederick Hall (Bury St Edmunds, 22 novembre 1930 – Londra, 11 settembre 2017) è stato un attore e regista inglese di cinema e teatro.
È stato fondatore della Royal Shakespeare Company (1960-1968), ha diretto il National Theatre di Londra (1973-1988) ed è stato importante nella difesa della sovvenzione pubblica delle arti in Gran Bretagna.

## Biografia

### I primi anni
Hall frequentò la Perse School di Cambridge e il Comune di servizi scolastici per i linguisti durante il suo Servizio Nazionale, dove imparò a parlare la lingua russa. Produsse e recitò in diverse produzioni e si laureò nel 1953 presso il St Catharine's College dell'Università di Cambridge. Nel corso dello stesso anno, mise in scena il suo primo dramma professionale presso il Theatre Royal, Windsor.

### Carriera
Dal 1954 al 1955 diresse diversi attori, quali Ronnie Barker e Roderick Cook all'Oxford Playhouse. Nell'agosto del 1955, diresse la prima in lingua inglese di Aspettando Godot di Samuel Beckett, all'Arts Theatre di Londra. Dal 1956 al 1959 diresse l'Arts Theatre e diverse opere tra cui la prima in lingua inglese de Il valzer del toreadors del drammaturgo francese Jean Anouilh. Lavorò allo Shakespeare Memorial Theatre dal 1957 al 1959. Le sue produzioni includono: Cymbeline con Peggy Ashcroft, Coriolano con Laurence Olivier e Edith Evans, Sogno di una notte di mezza estate con Charles Laughton.
Nel 1960 Hall fondò la Royal Shakespeare Company, di cui fu direttore artistico fino al 1968. Diresse il Teatro Nazionale dal 1973 al 1988 e fu anche membro della Council di Gran Bretagna, da cui però diede le dimissioni in segno di protesta contro i tagli dei finanziamenti pubblici. Dopo aver lasciato il Teatro Nazionale, fondò la sua compagnia dirigendo una serie di produzioni all'Old Vic Theatre. Nel 1983 presentò una nuova produzione del Wagner's Ring Cycle a Bayreuth, con direttore d'orchestra Sir Georg Solti, in onore del 100º anniversario della morte di Wagner.
Nel 1990, al Chichester Festival Theatre, diresse Born Again, Una versione musicale dell'opera di Eugene Ionesco, Il rinoceronte. Hall scrisse i testi e fu coautore del libretto con Julian Barry e con il compositore britannico Jason Carr nel primo musical professionale di Carr. Molti anni dopo una delle canzoni dello spettacolo, When I Was Out This Morning (con testi di Hall) venne inserita tra le compilation dell'album del compositore Carr.
Hall fu il promotore della compagnia teatrale Canon's Mouth, fondata nel 2003, composta da giovani attori, "intenti a scoprire una nuova voce delle grandi tragedie metaforiche del Rinascimento, mentre riceve la guida di alcuni tra i più grandi nomi del teatro classico". Il suo ultimo progetto lo vide come direttore del Rose Theatre a Kingston upon Thames che aprì nel 2008, e che trasse ispirazione dall'originale Rose Theatre.

## Vita privata
Hall è stato Commendatore dell'Ordine dell'Impero Britannico nel 1963 e nel 1977 è stato nominato cavaliere per il suo servizio a teatro. Nel 1999 gli è stato riconosciuto un Laurence Olivier Award. È stato nominato Cancelliere della Kingston University nel 2000.
È stato sposato quattro volte. La prima volta con l'attrice francese Leslie Caron, seguita da Jacqueline Taylor e dal soprano lirico Maria Ewing. Il quarto ed ultimo con Nikki Frei. I suoi diari sono stati pubblicati nel 1983. Una dei suoi figli è l'attrice Rebecca Hall e un altro è il regista Edward Hall.

## Filmografia parziale

### Regista
- A Midsummer Night's Dream (1968)
- Giacobbe (Jacob) – film TV (1994)
- Mai con uno sconosciuto (Never Talk to Strangers) (1995)

## Teatrografia (parziale)
- La lettera, di William Somerset Maugham. Theatre Royal di Windsor (1954)
- Nozze di sangue, di Federico García Lorca. Arts Theatre di Londra (1954)
- L'impresario delle Smirne, di Carlo Goldoni. Arts Theatre di Londra (1954)
- The Immoralist, di Ruth e Augustus Goetz. Arts Theatre di Londra (1954)
- La lezione, di Eugène Ionesco. Arts Theatre di Londra (1955)
- Il lutto si addice ad Elettra, di Eugene O'Neill. Arts Theatre di Londra (1955)
- Aspettando Godot, di Samuel Beckett. Arts Theatre di Londra (1955)
- L'aiuola bruciata, di Ugo Betti. Arts Theatre di Londra (1955)
- Il paese delle vacanze, di Ugo Betti. Arts Theatre di Londra (1955)
- Pene d'amor perdute, di William Shakespeare. Royal Shakespeare Theatre di Stratford-upon-Avon (1956)
- Cimbelino, di William Shakespeare. Royal Shakespeare Theatre di Stratford-upon-Avon (1957)
- La gatta sul tetto che scotta, di Tennessee Williams. Harold Pinter Theatre di Londra (1958)
- La dodicesima notte, di William Shakespeare. Royal Shakespeare Theatre di Stratford-upon-Avon (1958)
- Sogno di una notte di mezza estate, di William Shakespeare. Royal Shakespeare Theatre di Stratford-upon-Avon (1959)
- I due gentiluomini di Verona, di William Shakespeare. Royal Shakespeare Theatre di Stratford-upon-Avon (1960)
- Troilo e Cressida, di William Shakespeare. Royal Shakespeare Theatre di Stratford-upon-Avon (1960)
- Ondine, di Jean Giraudoux. Aldwych Theatre di Londra (1961)
- Becket e il suo re, di Jean Anouilh. Aldwych Theatre di Londra (1961)
- Romeo e Giulietta, di William Shakespeare. Royal Shakespeare Theatre di Stratford-upon-Avon (1961)
- Riccardo II, di William Shakespeare. Royal Shakespeare Theatre di Stratford-upon-Avon (1964)
- Enrico IV, parte I e II, di William Shakespeare. Royal Shakespeare Theatre di Stratford-upon-Avon (1964)
- Enrico V, di William Shakespeare. Royal Shakespeare Theatre di Stratford-upon-Avon (1965)
- Il ritorno a casa, di Harold Pinter. Aldwych Theatre di Londra (1965) †
- Moses und Aron, di Arnold Schönberg. Royal Opera House di Londra (1965)
- Amleto, di William Shakespeare. Royal Shakespeare Theatre di Stratford-upon-Avon (1965)
- L'ispettore generale, di Nikolaj Vasil'evič Gogol'. Aldwych Theatre di Londra (1966)
- Il flauto magico, di Wolfgang Amadeus Mozart. Royal Opera House di Londra (1966)
- Macbeth, di William Shakespeare. Royal Shakespeare Theatre di Stratford-upon-Avon (1967)
- Un equilibrio delicato, di Edward Albee. Aldwych Theatre di Londra (1969)
- La Calisto, di Francesco Cavalli. Glyndebourne Festival Opera (1970)
- Vecchi tempi, di Harold Pinter Theatre. Aldwych Theatre di Londra (1971) †
- Tristano e Isotta, di Richard Wagner. Royal Opera House di Londra (1971)
- All Over, di Edward Albee. Aldwych Theatre di Londra (1972)
- Il ritorno d'Ulisse in patria, di Claudio Monteverdi. Glyndebourne Festival Opera 1972)
- Le nozze di Figaro, di Wolfgang Amadeus Mozart. Glyndebourne Festival Opera (1973)
- La tempesta, di William Shakespeare. National Theatre di Londra (1973)
- John Gabriel Borkman, di Henrik Ibsen. National Theatre di Londra (1973)
- Giorni felici, di Samuel Beckett. National Theatre di Londra (1974)
- Terra di nessuno, di Harold Pinter. National Theatre di Londra (1975) †
- Amleto, di William Shakespeare. National Theatre di Londra (1975)
- Tamerlano il Grande, di Christopher Marlowe. National Theatre di Londra (1976)
- Don Giovanni, di Wolfgang Amadeus Mozart. Glyndebourne Festival Opera (1977)
- Volpone, di Ben Jonson. National Theatre di Londra (1978)
- Così fan tutte, di Wolfgang Amadeus Mozart. Glyndebourne Festival Opera (1978)
- Il giardino dei ciliegi, di Anton Čechov. National Theatre di Londra (1978)
- Macbeth, di William Shakespeare. National Theatre di Londra (1978)
- Tradimenti, di Harold Pinter. National Theatre di Londra (1978)
- Fidelio, di Ludwig van Beethoven. Glyndebourne Festival Opera (1979)
- Amadeus, di Peter Shaffer. National Theatre di Londra (1979) †
- Otello, di William Shakespeare. National Theatre di Londra (1980)
- Sogno di una notte di mezza estate, di Benjamin Britten. Glyndebourne Festival Opera (1981)
- Orestea, di Eschilo. National Theatre di Londra, Teatro antico di Epidauro (1981)
- Orfeo ed Euridice, di Christoph Willibald Gluck. Glyndebourne Festival Opera (1982)
- L'importanza di chiamarsi Ernesto, di Oscar Wilde. National Theatre di Londra (1983)
- Macbeth, di Giuseppe Verdi. Metropolitan Opera House di New York (1982)
- L'anello del Nibelungo, di Richard Wagner. Glyndebourne Festival Opera (1983)
- Coriolano, di William Shakespeare. National Theatre di Londra (1984)
- L'incoronazione di Poppea, di Claudio Monteverdi. Glyndebourne Festival Opera (1984)
- Carmen, di Georges Bizet. Glyndebourne Festival Opera (1985)
- Simon Boccanegra, di Giuseppe Verdi. Glyndebourne Festival Opera (1986)
- Salomè, di Richard Strauss. Los Angeles Opera di Los Angeles (1986)
- Antonio e Cleopatra, di William Shakespeare. National Theatre di Londra (1987)
- La traviata, di Giuseppe Verdi. Glyndebourne Festival Opera (1987)
- Cimbelino, di William Shakespeare. National Theatre di Londra, Teatro antico di Epidauro (1988)
- Il racconto d'inverno, di William Shakespeare. National Theatre di Londra, Teatro antico di Epidauro (1988)
- La tempesta, di William Shakespeare. National Theatre di Londra, Teatro antico di Epidauro (1988)
- Falstaff, di Giuseppe Verdi. Glyndebourne Festival Opera (1988)
- La discesa di Orfeo, di Tennessee Williams. Haymarket Theatre di Londra (1988)
- Il mercante di Venezia, di William Shakespeare. Phoenix Theatre di Londra (1989)
- Le nozze di Figaro, di Wolfgang Amadeus Mozart. Glyndebourne Festival Opera (1989)
- L'anitra selvatica, di Henrik Ibsen. Phoenix Theatre di Londra (1990)
- Il ritorno a casa, di Harold Pinter. Harold Pinter Theatre di Londra (1990)
- La dodicesima notte, di William Shakespeare. Playhouse Theatre di Londra (1991)
- Il Tartuffo, di Molière. Playhouse Theatre di Londra (1991)
- La rosa tatuata, di Tennessee Williams. Playhouse Theatre di Londra (1991)
- Tutto è bene quel che finisce bene, di William Shakespeare. Royal Shakespeare Theatre di Stratford-upon-Avon (1992)
- Un marito ideale, di Oscar Wilde. Gielgud Theatre di Londra e tour UK (1992)
- Il flauto magico, di Wolfgang Amadeus Mozart. Los Angeles Opera di Los Angeles (1993)
- Lisistrata, di Aristofane. Old Vic e Wyndham's Theatre di Londra, Teatro antico di Epidauro (1993)
- Ella si umilia per vincere, di Oliver Goldsmith. Queen's Theatre di Londra (1993)
- Piaf, di Pam Gems. Piccadilly Theatre di Londra (1994)
- Amleto, di William Shakespeare. Gielgud Theatre di Londra (1994)
- Il costruttore Solness, di Henrik Ibsen. Haymarket Theatre di Londra (1995)
- Giulio Cesare, di William Shakespeare. Royal Shakespeare Theatre di Stratford-upon-Avon (1995)
- Ciclo Tebano, di Sofocle. National Theatre di Londra, Teatro antico di Epidauro (1996)
- Un tram che si chiama Desiderio, di Tennessee Williams. Haymarket Theatre di Londra (1997)
- Il gabbiano, di Anton Čechov. Old Vic di Londra (1997)
- Aspettando Godot, di Samuel Beckett. Old Vic di Londra (1997)
- Re Lear, di William Shakespeare. Old Vic di Londra (1997)
- Il misantropo, di Molière. Piccadilly Theatre di Londra (1998)
- Il maggiore Barbara, di George Bernard Shaw. Piccadilly Theatre di Londra (1998)
- Filumena Marturano, di Eduardo De Filippo. Piccadilly Theatre di Londra (1998)
- Amadeus, di Peter Shaffer. Old Vic di Londra e Broadway (1998)
- Misura per misura, di William Shakespeare. Center Theatre di Los Angeles (1999)
- Sogno di una notte di mezza estate, di William Shakespeare. Center Theatre di Los Angeles (1999)
- Romeo e Giulietta, di William Shakespeare. Center Theatre di Los Angeles (2001)
- Troilo e Cressida, di William Shakespeare. Theatre for a New Audience di New York (2001)
- Otello, di Giuseppe Verdi. Glyndebourne Festival Opera (2001)
- Il ventaglio di Lady Windermere, di Oscar Wilde. Haymarket Theatre di Londra (2002)
- Le Baccanti, di Euripide. National Theatre di Londra, Teatro antico di Epidauro (2002)
- La professione della signora Warren, di Oscar Wilde. Strand Theatre di Londra (2002)
- Tradimenti, di Harold Pinter. Theatre Royal di Bath, tour UK (2003)
- Come vi piace, di William Shakespeare. Theatre Royal di Bath, tour UK & USA (2003)
- Le nozze di Figaro, di Wolfgang Amadeus Mozart. Opera di Chicago (2003)
- Giorni felici, di Samuel Beckett. Theatre Royal di Bath, Arts Theatre di Londra (2003)
- Uomo e superuomo, di George Bernard Shaw. Theatre Royal di Bath (2004)
- Servo di scena, di Ronald Howard. Tour UK & West End (2004)
- Di chi è la mia vita?, di Brian Clark. Duke of York's Theatre di Londra (2005)
- La Cenerentola, di Gioachino Rossini. Glyndebourne Festival Opera (2005)
- Molto rumore per nulla, di William Shakespeare. Theatre Royal di Bath (2006)
- Differenti opinioni, di David Hare. Garrick Theatre di Londra (2006)
- Vecchi tempi, di Harold Pinter. Theatre Royal di Bath (2007)
- Pigmalione, di George Bernard Shaw. Old Vic di Londra (2008)
- Il vortice, di Noël Coward. Tour UK & West End (2008)
- Zio Vanja, di Anton Čechov. Rose Kingston Theatre di Londra (2008)
- Casa di bambola, di Henrik Ibsen. Rose Kingston Theatre di Londra (2008)
- Pene d'amor perdute, di William Shakespeare. Rose Kingston Theatre di Londra (2008)
- La versione Browning, di Terence Rattigan. Theatre Royal di Bath e tour UK (2009)
- La dodicesima notte, di William Shakespeare. National Theatre di Londra (2011)
- Enrico IV, parte I e II, di William Shakespeare. Theatre Royal di Bath (2011)

† Prima assoluta dell'opera